# Himesh Reshammiya

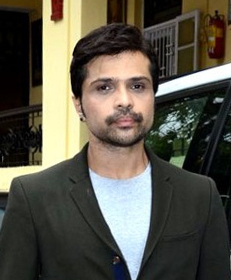
Himesh Reshammiya (2015)

Himesh Reshammiya (Hindi: हिमेश रेशमिया, Himeś Reśamiyā; * 11. Mai 1969 in Bhavnagar, Gujarat) ist ein indischer Sänger und Komponist. Er ist unter anderem durch diverse Kompositionen für Bollywood-Produktionen bekannt.

## Leben
Reshammiya, Sohn des bekannten Musikdirektors Vipin Reshammiya, besuchte die Schule Hill Grange in Mumbai. Als er 13 Jahre alt war, starb sein älterer Bruder. Er begann seine Karriere als Musikdirektor kleinerer Fernsehserien (z. B. auf Zee TV). Sein erster Film als Komponist war Bandhan (1998).
Reshammiya singt überwiegend Eigenkompositionen. Er gewann einige Auszeichnungen, z. B. den Filmfare Award (2006) als bester Playbacksänger.

## Filmografie als Komponist (Auswahl)
- 1998: Pyaar Kiya To Darna Kya
- 1999: Hello Brother
- 2000: Dulhan Hum Le Jayenge
- 2000: Kurukshetra
- 2000: Kahin Pyaar Na Ho Jaaye
- 2002: Yeh Hai Jalwa
- 2003: Tere Naam
- 2004: Dil Ne Jise Apna Kaha – Was das Herz sein Eigen nennt (Dil Ne Jise Apna Kahaa)
- 2005: Kyon Ki
- 2006: 36 China Town
- 2006: Chup Chup Ke
- 2007: Fool N Final
- 2007: Aap Ka Surroor
- 2008: Karzzzz
- 2010: Milenge Milenge